# Aulonocara rostratum
Aulonocara rostratum är en fiskart som beskrevs av Trewavas, 1935. Aulonocara rostratum ingår i släktet Aulonocara och familjen Cichlidae. IUCN kategoriserar arten globalt som livskraftig. Inga underarter finns listade.